# Replica Sun Machine
Replica Sun Machine je druhé studiové album britské rockové skupiny The Shortwave Set, vydané v květnu 2008 prostřednictvím vydavatelství Wall of Sound. Jeho nahrávání probíhalo od května 2007 a o produkci se staral Danger Mouse. Vedle kapely samotné se na albu podílelo několik dalších hudebníků, mezi něž patří Van Dyke Parks a John Cale.

## Seznam skladeb
| Pořadí | Název              | Délka |
| ------ | ------------------ | ----- |
| 1.     | Harmonia           | 2:55  |
| 2.     | Glitches 'n' Bugs  | 3:29  |
| 3.     | Replica            | 4:46  |
| 4.     | House of Lies      | 3:29  |
| 5.     | Now Til '69        | 4:28  |
| 6.     | Distant Daze       | 2:03  |
| 7.     | No Social          | 2:53  |
| 8.     | Yesterdays to Come | 3:51  |
| 9.     | I Know             | 4:16  |
| 10.    | Sun Machine        | 4:05  |
| 11.    | The Downer Song    | 3:05  |

## Obsazení
Hudebníci
- Andrew Pettitt – zpěv, kytara
- Ulrika Bjorsne – zpěv, kytara
- David Farrell – samply
- Dominic Ryan – baskytara
- Steve Dixon – bicí
- Steven Nistor – bicí
- Danger Mouse – syntezátory, klávesy
- Van Dyke Parks – orchestrální aranžmá v „Replica“, „House of Lies“, „Yesterdays to Come“ a „I Know“
- John Cale – viola, syntezátory
- Stephen Large – klavír v „The Downer Song“

Technická podpora
- Danger Mouse – produkce
- Todd Monfalcone – nahrávací technik
- Kennie Takahashi – nahrávací technik
- Howie Weinberg – mastering
- Kristian Eskild Jensen – ilustrace obalu